# Juazeiro do Piauí
Juazeiro do Piauí este un oraș în Piauí (PI), Brazilia.